# 山田義晴
山田 義晴（やまだ よしはる、1968年2月1日 - ）は、日本の男性声優。WONDER CREW所属。東京都出身。以前は山田 義暒の名前で活動していた。

## 来歴
勝田話法研究所、江崎プロダクション附属俳優養成所出身。
以前はアーツビジョンに所属していた。

## 人物
真面目で明るい若者、チンピラ風の役を演じる。
趣味・特技はスキューバーダイビング、レース観戦、ツーリング、剣道、スキー、料理。

## 出演

### テレビアニメ
1989年
- 機動警察パトレイバー（整備士）
- ジャングル大帝

1992年
- 美味しんぼ（青年）※「山田義」と表記

1993年
- ミラクル☆ガールズ（水野）
- ドラゴンリーグ（ロボ）

1994年
- とんでぶーりん（柏木広海）

1995年
- ロミオの青い空（オモロ）

2002年
- 機動戦士ガンダムSEED（通信兵、クルー、パイロット）
- 天使な小生意気（チンピラ、男子生徒 他）
- ぴたテン（叔父さん）

2003年
- プラネテス（幻之丞）

2004年
- ブラック・ジャック（不良C）

2005年
- ガン×ソード（町人B）
- 名探偵コナン（2005年 - 2016年、広松広、秋津益彦、千葉の友人、竹寺等）

2007年
- ケロロ軍曹（ヨガ）

2022年
- ドラえもん（テレビ朝日版第2期）（元高角三）

### OVA
- 拳闘士（1990年、キング）
- 機動戦士ガンダム0083 STARDUST MEMORY（1991年、チャック・キース[6]）
- 銀河英雄伝説（1991年、シュメット）
- 暴走戦国史II 狼の鎮魂歌（1991年、吉田）
- リトルツインズ（1992年、ジポジット）
- 未来超獣FOBIA（男子A、生徒A）
- 最遊記外伝（2011年）
- 世界名作童話全集（2012年、グリムフォン）

### 劇場アニメ
- 機動戦士ガンダム0083 ジオンの残光（1992年、チャック・キース）

### ゲーム
1996年
- X-MEN VS. STREET FIGHTER（ダルシム）
- ストリートファイターZERO2（ダルシム）
- ストリートファイターZERO2 ALPHA（ダルシム）

1997年
- 私立ジャスティス学園 LEGION OF HEROES（エッジ）
- スーパーロボット大戦F（チャック・キース）
- ストリートファイターEX plus α（ダルシム）
- マーヴル・スーパーヒーローズ VS. ストリートファイター（ダルシム）

1998年
- SDガンダム GGENERATION（1998年 - 2025年、チャック・キース） - 14作品
- スーパーロボット大戦F完結編（チャック・キース）
- ストリートファイターEX2（ダルシム）
- ストリートファイターZERO3（ダルシム）

1999年
- サンライズ英雄譚（チャック・キース）
- 私立ジャスティス学園 熱血青春日記2（エッジ）
- ストリートファイターEX2 PLUS（ダルシム）
- ペルソナ2 罪（ヘッド〈杉本浩樹〉）

2000年
- CAPCOM VS. SNK MILLENNIUM FIGHT 2000（ダルシム）
- 機動戦士ガンダム ギレンの野望 ジオンの系譜（チャック・キース）
- スーパーロボット大戦α（チャック・キース）
- ストリートファイターEX3（ダルシム）
- MARVEL VS. CAPCOM 2 NEW AGE OF HEROES（ダルシム）
- 燃えろ!ジャスティス学園（エッジ）
- ペルソナ2 罰（杉本浩樹）

2001年
- CAPCOM VS. SNK MILLENNIUM FIGHT 2000 PRO（ダルシム）
- CAPCOM VS. SNK 2 MILLIONAIRE FIGHTING 2001（ダルシム）
- スーパーロボット大戦α for Dreamcast（チャック・キース）
- スーパーロボット大戦α外伝（チャック・キース）
- ストリートファイターZERO3↑（ダルシム）

2002年
- 機動戦士ガンダム ギレンの野望 ジオン独立戦争記（チャック・キース）
- スーパーロボット大戦IMPACT（メガノイド兵）

2003年
- 機動戦士ガンダム めぐりあい宇宙（チャック・キース）
- SUNRISE WORLD WAR Fromサンライズ英雄譚（キース）
- 第2次スーパーロボット大戦α（チャック・キース、ネオ・ジオン兵、リクレイマー）

2004年
- 機動戦士ガンダム0079カードビルダー（チャック・キース）
- 帝国千戦記（赭川主、黄朴盛、管常渇）

2005年
- カウボーイビバップ 追憶の夜曲（賞金首）
- 第3次スーパーロボット大戦α 終焉の銀河へ（チャック・キース）
- 天外魔境III NAMIDA（右のクロヒョウ）

2006年
- ストリートファイターZERO3↑↑（ダルシム）
- BLOOD+ ONE NIGHT KISS（宮尾ツトム）

2008年
- スーパーロボット大戦A PORTABLE（チャック・キース、メガノイド兵）

2017年
- ガンダムバーサス（チャック・キース）

### ドラマCD
- かかってきなさい!（男子生徒B）
- ストリートファイターEX2 ドラマCD（ダルシム）
- 帝国千戦記 Dramatic CDコレクション（黄朴盛）
- BOUNTY DOG（警備員B）

### 特撮
- 電磁戦隊メガレンジャー（1997年、ネジブルーの声）

### 吹き替え

#### 映画
- フランチェスコ

#### 海外ドラマ
- 熱き愛に時は流れて
- オーシャンガール
- チャームド 〜魔女3姉妹〜
- HAWAII FIVE-0

#### 海外アニメ
- タイニー・トゥーンズ

### テレビ番組
- とんねるずの生でダラダラいかせて!!
- にっぽん!歴史鑑定（侠客）

### 映画
- ゴジラvsビオランテ（1989年） - 自衛隊員

### CM
- 全国高校生の主張
- 大正製薬 ゼナ
- 日産中古車センター
- パーラー・ホリカワ
- ハナマルキ
- ペプシMX

### VP
- 医療従事向け医療ビデオ
- Xレンタカー
- 三共
- 教育用2輪ビデオ
- 銀行会社説明
- 社長教育ノウハウ
- セブン-イレブン
- 東急ストア
- 日産クレジット
- リクルート「CoPaNa」

### シリーズ一覧
1. ↑  『GGENERATION』（1998年）、『ZERO』（1999年）、『F』（2000年）、『F.I.F』（2001年）、『NEO』（2002年）、『SEED』（2004年）、『PORTABLE』（2006年）、『SPIRITS』（2007年）、『WARS』（2009年）、『WORLD』『3D』（2011年）、『OVER WORLD』（2012年）、『GENESIS』（2016年）、『ETERNAL』（2025年）